# Masae Ueno
Masae Ueno (jap. 上野雅恵 Ueno Masae; ur. 17 stycznia 1979 w Asahikawie) − japońska judoczka, dwukrotna mistrzyni olimpijska, dwukrotna mistrzyni świata.
Walczy w kategorii do 70 kilogramów. W Pekinie, tak jak Ayumi Tanimoto, obroniła tytuł z Aten. Oprócz dwóch olimpijskich złotych medali, ma na swoim koncie także złoto mistrzostw świata (2001 i 2003). Triumfowała w mistrzostwach Azji (2008) oraz igrzyskach azjatyckich (2006).